# Röd pitahaya
Röd pitahaya eller skogskaktus (Hylocereus undatus) är en art i växtfamiljen kaktusväxter och den vanligast odlade i sitt släkte. Den odlas både som prydnadsväxt och för sina ätliga frukter, pitahaya eller drakfrukt. Arten växer vilt i Sydamerika och de närmaste släktingarna finns i Mexiko och Guatemala. Den växer vanligen epifytiskt eller som markbunden över klippor och buskage.
Stammarna är rent gröna, klängande eller hängande, till 10 meter långa och 10-12 cm vida. De är indelade i kortare ledstycken och så gott som alltid trekantiga. Areolerna sitter på den lägsta punkten på de vågiga kanterna. Kanterna blir med tiden bruna och förhårdnade. Taggarna är få, endast 1-3 på äldre stammar. 
Blommorna kommer fjolårsskotten och blir 25-30 cm långa, 15-17 cm vida. Fruktämnet och blompipen är täckta med stora, gröna fjäll. De yttre hyllebladen är gröna till gulgröna, de inre vita, mer sällan med en blekt rosa ton. Ståndare och pistill gräddvita. Märkesflikarna är vanligen ogrenade. Frukten är ett bär stor med stora fjäll, röd med vitt fruktkött och många små, svarta frön.
Den kallas ofta, felaktigt, för nattens drottning. Detta namn tillhör en annan kaktusart, Selenicereus grandiflorus.

## Etymology
Artepitetet undatus (lat.) betyder vågig och syftar på de vågiga kanterna på stammarna.

## Systematik
Arten är närmast besläktad med mexikansk pitahaya (H. ocamponis) och H. escuintlensis. 

## Odling
Lättodlad, men kräver enorma utrymmen för att nå blombar storlek. Den behöver väldränerad jord med mycket humus och rikligt tillgång till vatten under tillväxtperioden på sommaren. Under vintern hålls plantan nästan helt torr och förvaras så ljust som möjligt. Det är svårt för den att vara i kylan. Temperaturen bör ligga runt 10 till 15*C. Odlas i full sol eller något silat ljus. 

## Synonymer
- Cactus triangularis aphyllus Jacquin
- Cereus triangularis major DC.
- Cereus undatus Haworth
- Cereus tricostatus Gosselin
- Hylocereus tricostatus (Gosselin) Britton & Rose

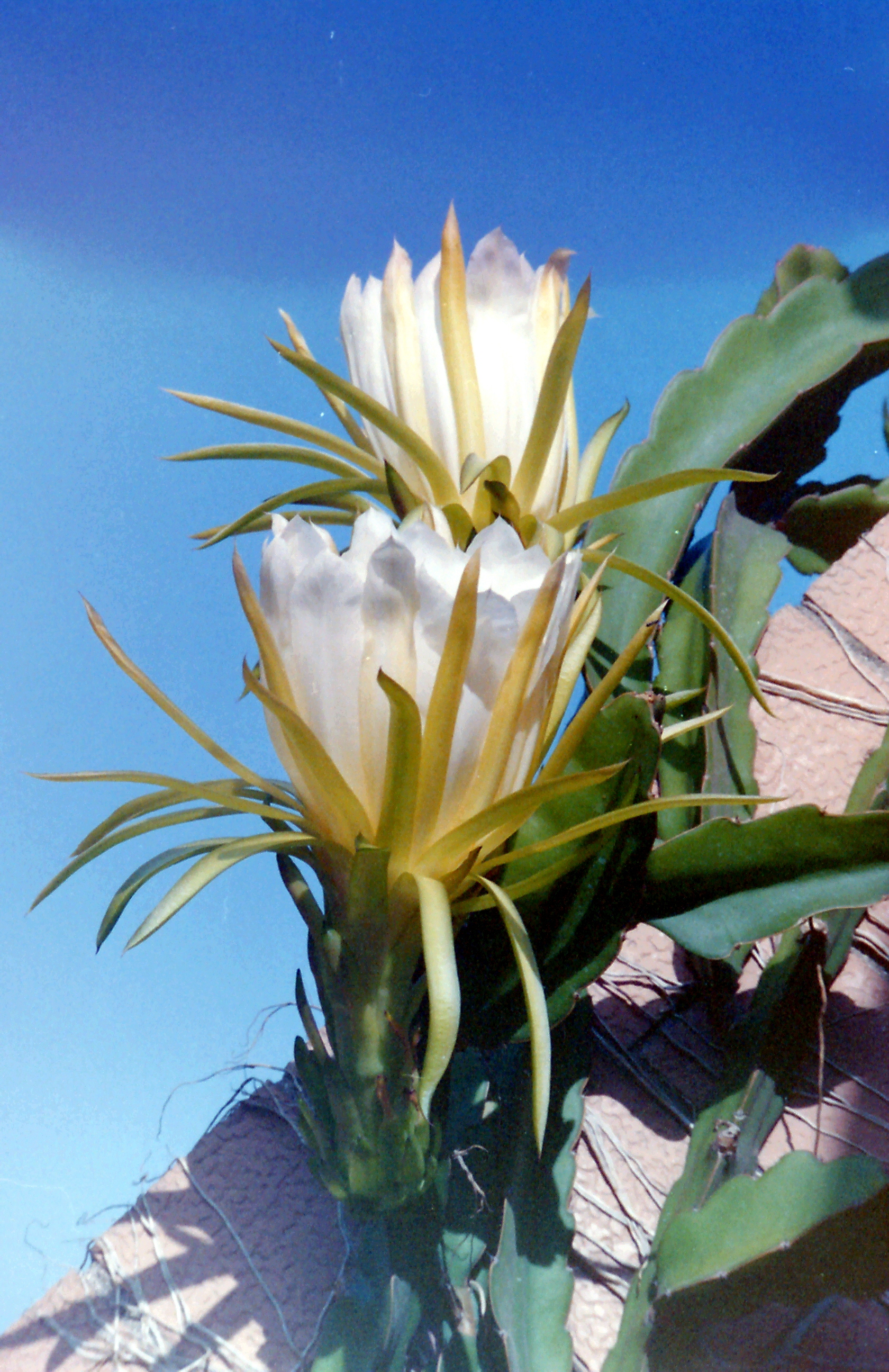
Blommor
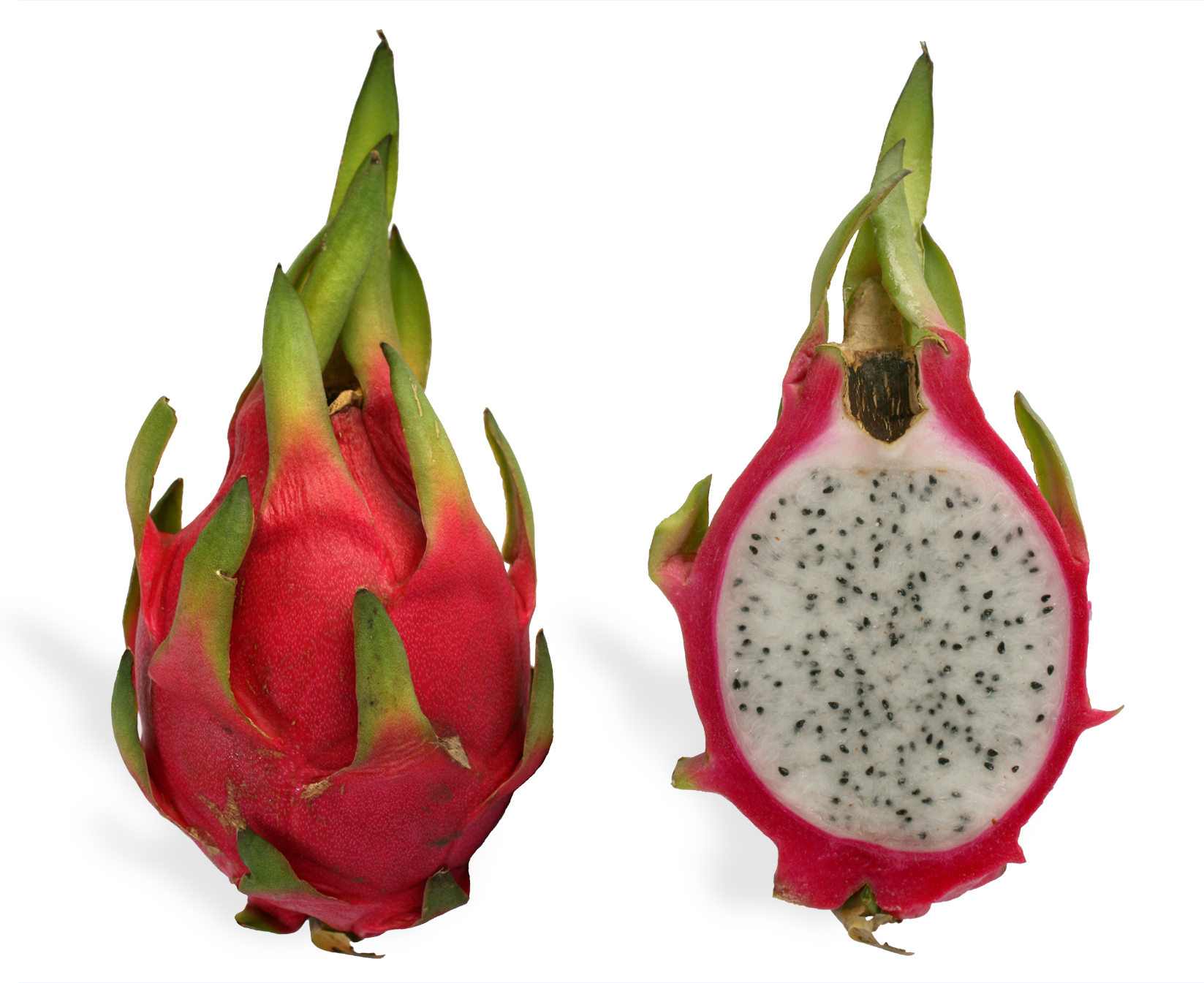
Röd pitahaya på marknad
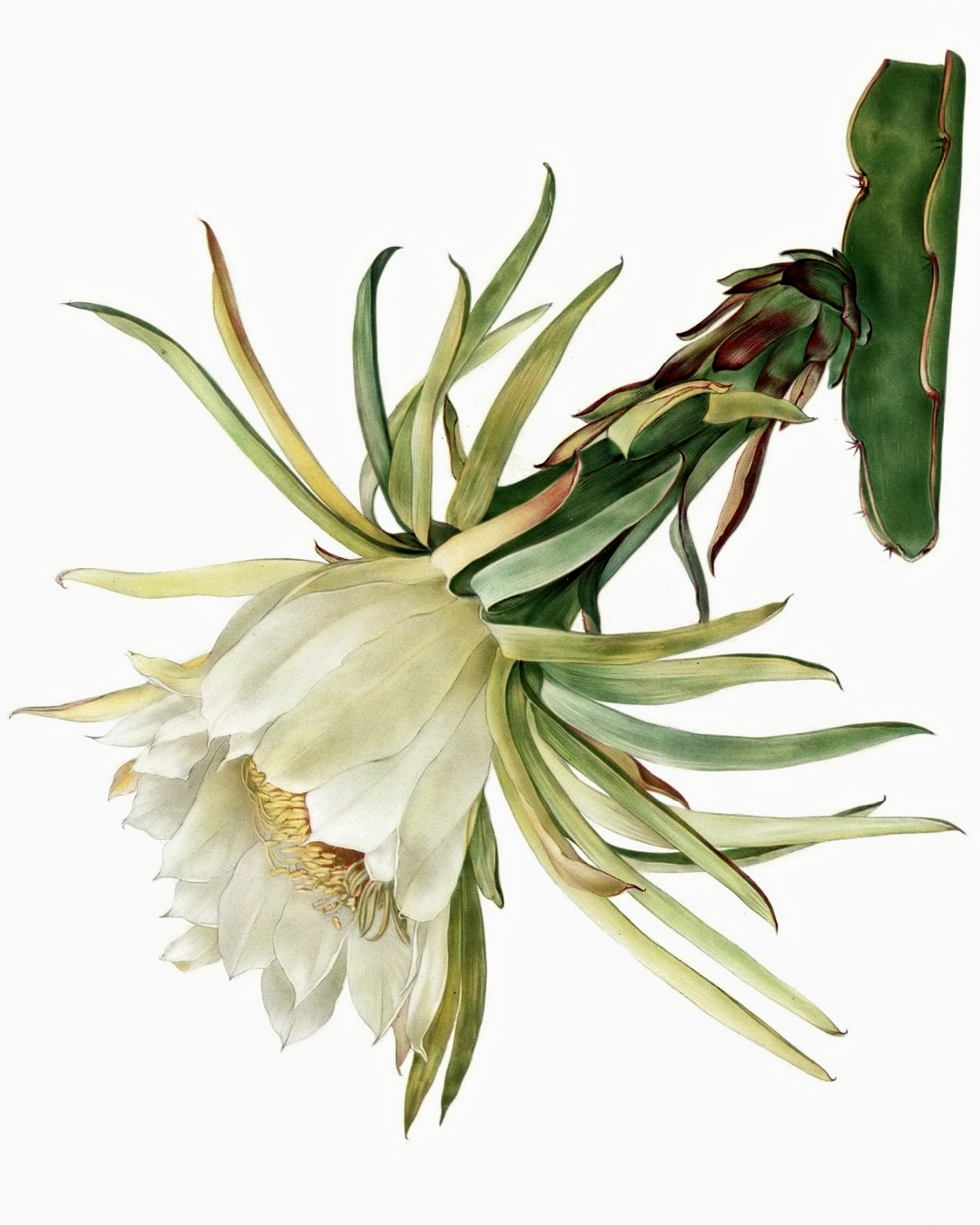
Illustration från The Cactaceae 1920.